# WebKit
WebKit és un motor de renderització web desenvolupat per Apple, Google i Adobe entre molts altres. És el motor utilitzat per Safari, iOS, Amazon Kindle, i anteriorment per Google Chrome i Android. El novembre de 2012 tenia una quota de mercat de més del 40%. WebKit fou desenvolupat com un fork de les llibreries KHTML i KJS, totes dues parts del projecte de programari lliure KDE.